# باب شميل (غلزار بردسير)
باب شميل (بالفارسية: باب شمیل) هي قرية تقع في إيران في البلدة المركزية. يقدر عدد سكانها بـ 241 نسمة بحسب إحصاء 2016.